# Matthias Legley
Matthias Legley (Waregem, Flandes Occidental, 15 de gener de 1991) és un ciclista belga, que ha militat la major part de la seva carrera en equips amateurs.

## Palmarès
- 2013
  - 1r al Gran Premi des Hauts-de-France
  - Vencedor d'una etapa a la Volta al Brabant flamenc
- 2014
  - 1r a la Brussel·les-Opwijk
  - Vencedor d'una etapa als Boucles nationales du printemps
- 2016
  - Vencedor d'una etapa a la Volta a Tunísia
- 2017
  - 1r a la Volta a Tunísia
  - Vencedor d'una etapa al Tour del Camerun
  - Vencedor de 2 etapes al Tour del Senegal
  - Vencedor d'una etapa al Tour de la Costa d'Ivori